# Gare de Saint Albans
La Gare de Saint Albans, est une gare ferroviaire située à Saint Albans,  dans l'État du Vermont. Elle est le terminus de la ligne d'Amtrak le Vermonter en provenance de Washington DC

## Histoire
la gare fut mise en service le 10 janvier 1851.